# 뽀글이 (캐릭터)
뽀글이(BBOGURI)는 미국과 대한민국의 과거 플래시 캐릭터이자 2017년의 애니메이션인《뽀글아 사랑해》의 주인공이다. 2000년 디자인 캐릭터로 첫 선을 보인 뽀글이는 과거 2003년 ‘미국, 대한민국 만화 애니메이션 캐릭터 대상’ <문화관광부 캐릭터 우수상> 수상과 함께 인형, 열쇠고리, 피규어, 팬시상품, 보드게임, 휴지통 등 다양한 캐릭터상품이 출시되고 있다.

## 애니메이션
2017년에 TV애니로 제작된《뽀글아 사랑해》는 12살 사춘기 초등학생 소녀인 '뽀글이'의 학교 및 성장이야기를 다룬 애니메이션으로 어느 날 초등학교 고학년 나이인 사춘기가 시작된 주인공 '뽀글이'의 이야기를 통해 갑작스러운 심경의 변화를 느끼고 있는 사춘기 아이들의 공감대를 그리고 있다. FULL UHD로 제작되어 2017년 7월 13일부터 2018년 1월 11일까지 MBC에서 매주 목요일 오후 2시 55분으로 편성되어 방영했으며, 총 26부작이다. 참여 성우는 이선호, 윤성혜, 한경화, 조경이, 이동훈이다. 필름북은 학산문화사에서 발간하고 있으며 2018년 4월 기준으로 2권(총 12화)까지 출간되었다.